# Auto Expo

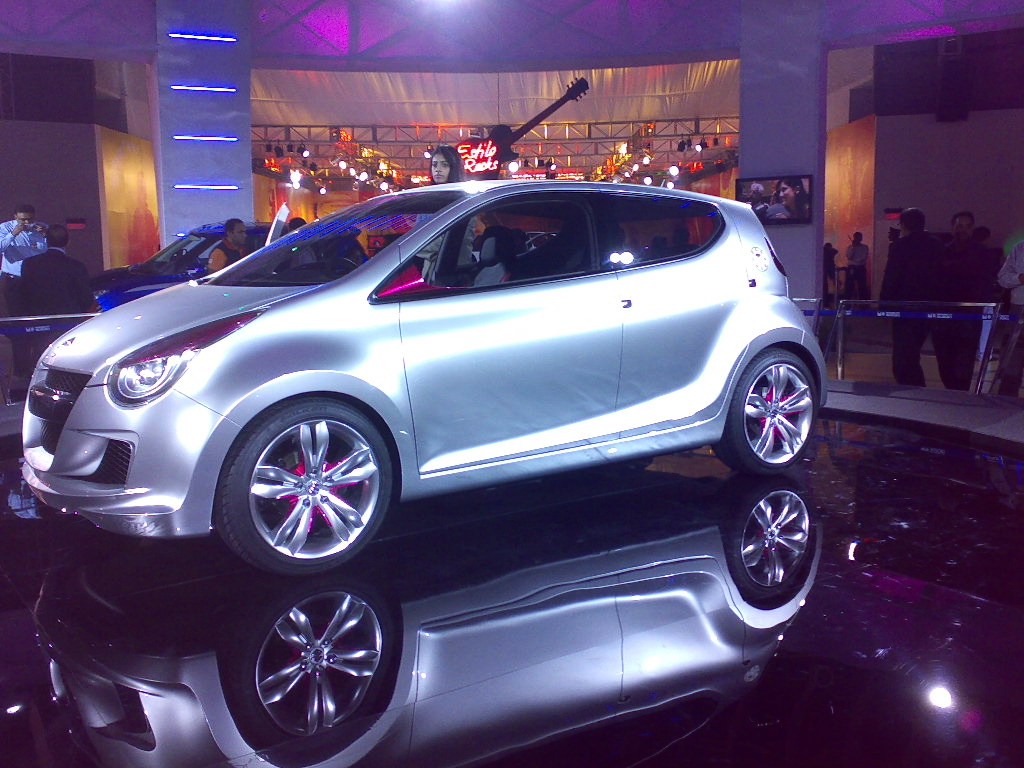
Концепт-кар Suzuki A-Star на Auto Expo, 2008 рік.

Auto Expo — виставка автомобілів і їх компонентів, що проходить в середині січня раз на 2 роки у виставковому комплексі Праґаті-Майдан в Нью-Делі, Делі, Індія. Це один з найбільших автосалонів в Азії. Організаторами виставки є Асоціація виробників автомобільних компонентів (ACMA), Товариство індійських виробників автомобілів (SIAM) і Конфедерація індійської промисловості (CII). Перша виставка відбулася в 1986 році.
| Прапор Індії | Це незавершена стаття про Індію. Ви можете допомогти проєкту, виправивши або дописавши її. |